# 5-MeO-DMT
5-MeO-DMT (5-metoxi-N,N-dimetiltriptamina) es un alcaloide con efectos alucinógenos de la familia de las triptaminas.
Al igual que sus parientes, la dimetiltriptamina (N,N-DMT) y la bufotenina (5-HO-DMT), ha sido usada por los chamanes sudamericanos como un enteógeno para propósitos rituales y en la medicina tradicional durante al menos cuatro mil años a partir de sus fuentes botánicas del género Anadenanthera sp.
En América del Norte es producido de manera natural por el sapo Incilius alvarius.

## Química
La 5-MeO-DMT fue sintetizada por primera vez en 1936. En 1959 se aisló como uno de los ingredientes psicoactivos de las semillas de Piptadenia colubrina (ahora Anadenanthera colubrina) y de la corteza de Dictyoloma incanescens (ahora Dictyoloma vandellianum).

## Historia
Tradicionalmente 5-MeO-DMT se ha utilizado en el polvo psicodélico a partir de la semilla de la Anadenanthera colubrina (cebil, wilca, vilca) y la Anadenanthera peregrina conocida también como yopo en los Andes, la Amazonia, la Orinoquía y el Caribe.
En la cuenca amazónica, también está presente en las resinas y cortezas pulverizadas de las virolas (Virola sp.) que son aún usadas tradicionalmente a manera de rapé en tabletas y/o como bebida.

### En América del Norte
También se encuentra en la piel del sapo Incilius alvarius (antes Bufo alvarius), aunque no hay evidencia directa de que este fuera utilizado como alucinógeno hasta tiempos recientes.

## Estudios
La 5-MeO-DMT está siendo estudiada por sus potenciales efectos terapéuticos. En marzo de 2019 unos investigadores de la Universidad Johns Hopkins anunciaron que el 80 % de los usuarios de 5-MeO-DMT sintético en rituales colectivos reportaron a través de encuestas mejoras en sus síntomas de depresión y trastorno de ansiedad.